# Gråda kraftverk
Gråda kraftverk är ett vattenkraftverk i Österdalälven i Gagnefs kommun som togs i bruk 1951.
Kraftverket har två generatorer med en total kapacitet på 24 MW, och den normala årsproduktionen är 119 GWh. Gråda Kraftvek ägs av Fortum och renoverades 2010-2015.

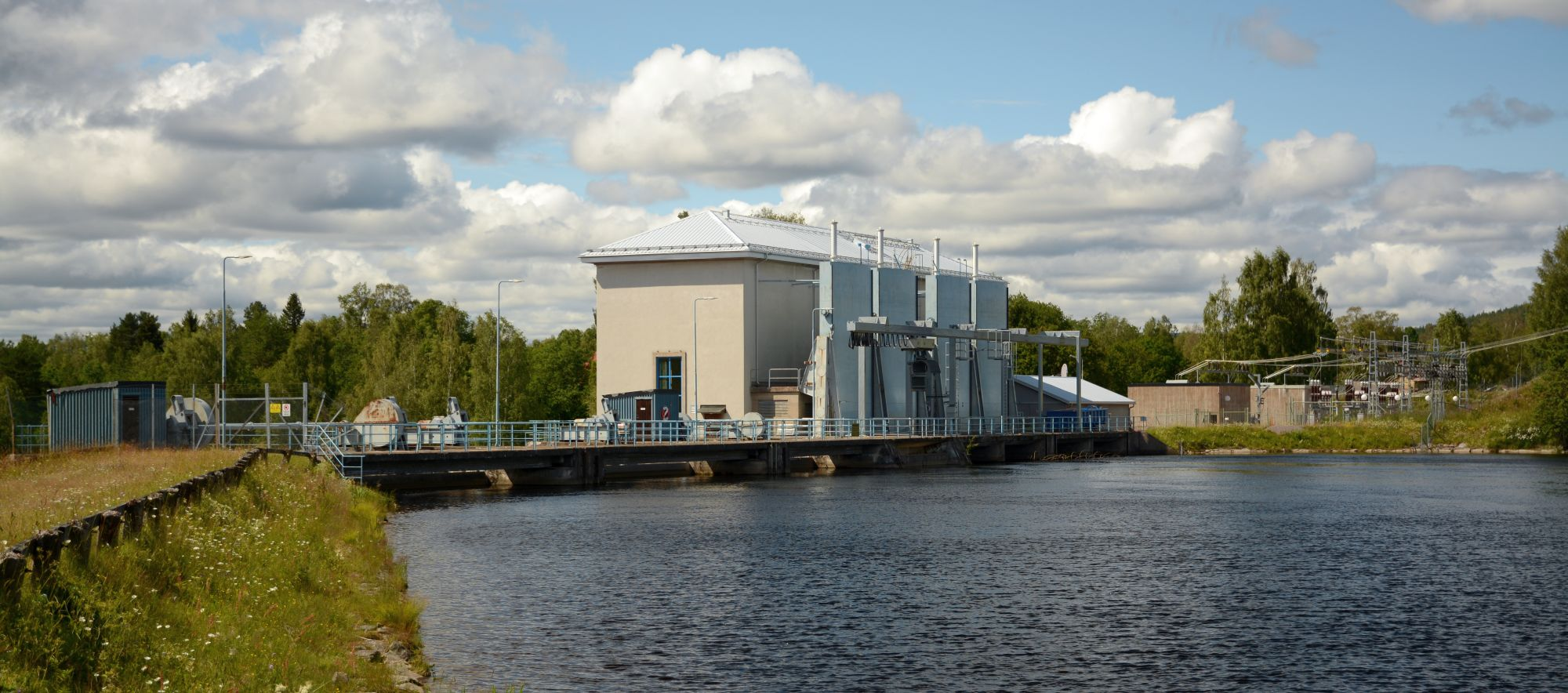
Gråda kraftverk

## Vattenreglering
Fallhöjden i Gråda kraftverk är 11 meter. Kraftverkets vattenmagasin består av sjön Siljan, som har sitt utlopp i Leksand cirka 23 kilometer uppströms i Österdalälven. Tappningen vid Gråda kraftverk har därför en direkt påverkan på vattennivån i Siljan, och styrs av en vattendom från 1964 som tillåter en maximal variation på Siljans vattennivå om 1,88 meter (med vissa ytterligare restriktioner). Mängden vatten som tappas i Gråda kraftverk sker dels med hänsyn till Siljans vattennivå, med också med hänsyn till situationen nedströms. I Älvmötet strax nedströms Gråda kraftverk flyter nämligen Österdalälven samman med den relativt oreglerade Västerdalälven och bildar Dalälven. Tappningen i Gråda kraftverk anpassas därför också för att uppnå ett totalt önskat flöde i Dalälven, både vad gäller dygns-, vecko- och säsongsperspektiv. Nedströms Älvmötet finns det i Borlänge fyra vattenkraftverk (Bullerforsen, Forshuvud, Kvarnsveden, Domnarvet) med totalt 42 meters fallhöjd (Gråda kraftverk har 11 meters fallhöjd) som inte har några egna egentliga vattenmagasin. För elproduktionen blir därför den största effekten av vattenregleringen i Gråda inte den elproduktion som sker i själva Gråda kraftverk utan den elproduktion som sker när vattnet når kraftverken i Borlänge, vilket sker cirka tre timmar senare. Eftersom behovet av elektricitet varierar under dygnet så anpassas tappningen i Gråda efter det elbehov som förväntas några timmar senare, till exempel så ökas typiskt tappningen mycket tidigt på morgonen och minskas under sen eftermiddag. Vattenregleringen sker också med hänsyn till risken för erosionsskador i älven. 

## Historia
Gråda kraftverk byggdes på platsen för nedre Grådaforsen, som sedan länge varit ett område med kvarnar och liknande aktivitet. På 1800-talet påbörjades även ett försök att bygga en farled förbi forsen, Gråda kanal.
Gråda kraftverk började byggas 1948 och togs i drift 1951. Kraftverket ersatte då Marielundsdammen, en kombinerad klaffdam och bro vid Marielund (Övre Grådaforsen) någon kilometer uppströms, som vid färdigställandet 1926 var Sveriges största vattenmagasin. Det fanns aldrig något vattenkraftverk vid Marielundsdammen, utan dammen byggdes enbart för att säsongsreglera vattnet för kraftverken nedströms i Dalälven (det vill säga "spara" vårfloden i Siljan tills senare på året då behovet var större). När Gråda kraftverk var klart revs själva dammen, men bron behölls och används fortfarande.

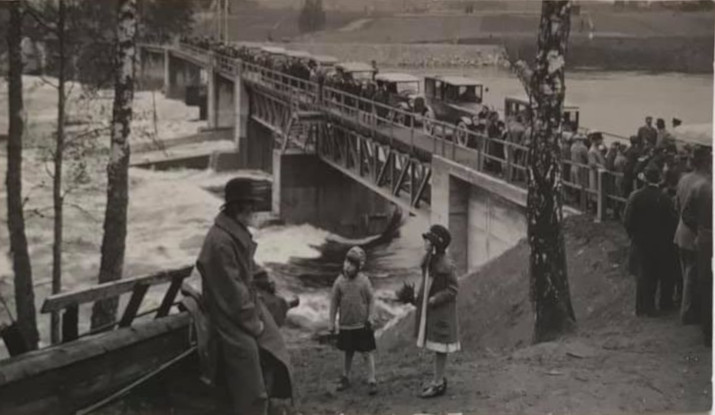
Den kombinerade bro- och dammanläggningen i Marielund, troligen vid invigningen 1926.

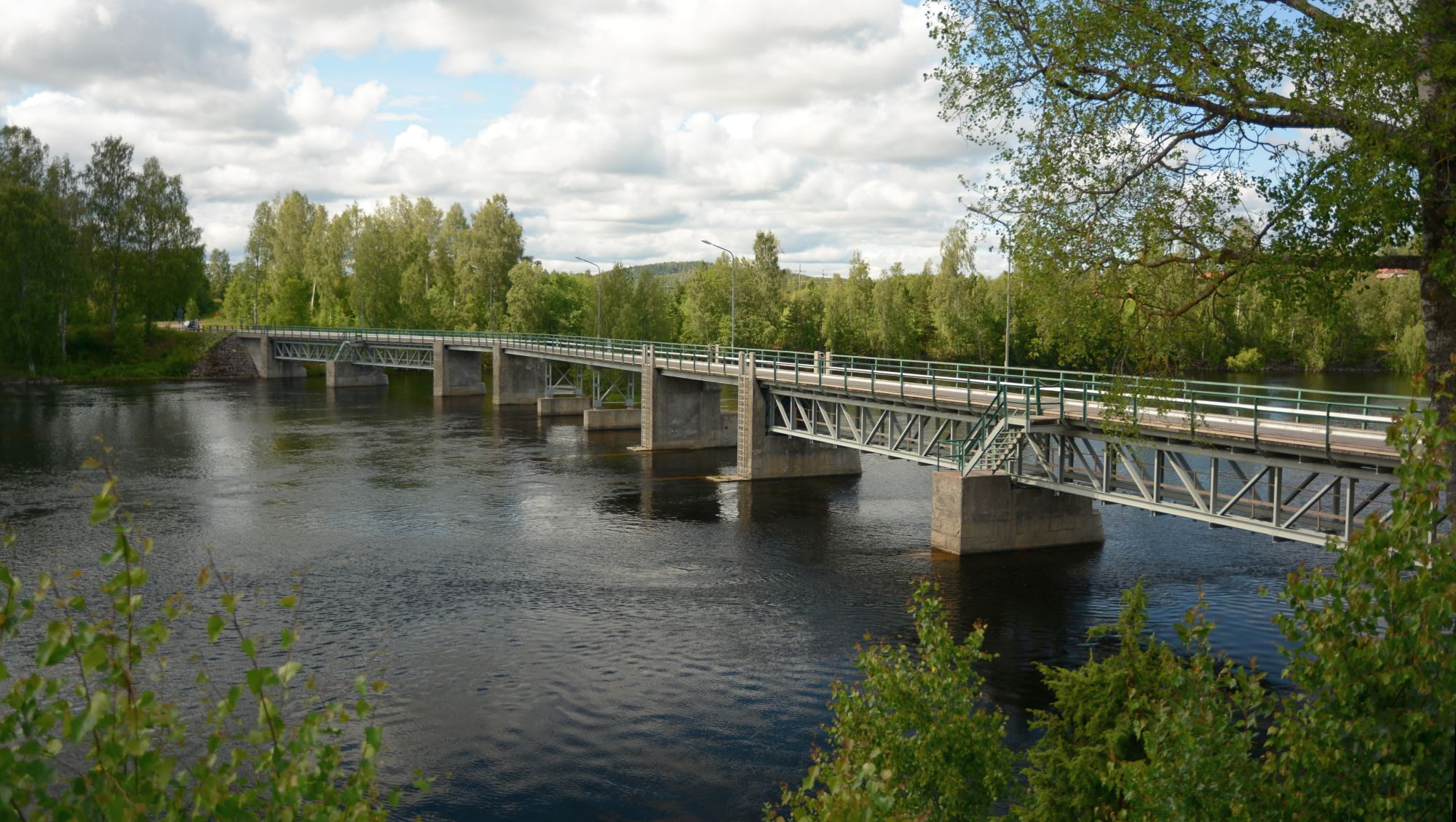
Marielundsbron som den ser ut idag utan dammbyggnad.